# Orde van Francisco Conde
De Orde van Francisco Conde (Spaans: "Orden Francisco conde") is een orde van verdienste van Venezuela. De orde heeft drie graden of klassen
- De Eerste Klasse wordt aan een lint met een rozet en een zilveren balk op de linkerborst gedragen
- De Tweede Klasse wordt aan een lint met een rozet op de linkerborst gedragen
- De Derde Klasse wordt aan een lint op de linkerborst gedragen.

Het kleinood is een kruis met vijf roodgeëmailleerde armen en tien punten. In het centrale gouden medaillon is het portret van Francisco Conde binnen een blauw-rood-blauwe ring aangebracht. Het lint is rood met zwarte biezen.